# Penelope Dudley-Ward
Penelope Dudley-Ward, nata Penelope Ann Rachel Dudley Ward (Londra, 4 agosto 1914 – Londra, 22 gennaio 1982), è stata un'attrice britannica.

## Biografia
Era figlia primogenita di Winifred May Birkin e del politico William Dudley Ward. La madre era nota per essere stata a lungo l'amante del Principe di Galles, il futuro re Edoardo VIII.
Penelope Dudley-Ward è stata sposata due volte: prima con il regista Anthony Pelissier dal 1939 al 1944 e poi con Sir Carol Reed, dal 1948 fino alla di lui morte, avvenuta nel 1976. Dal primo matrimonio ebbe una figlia, Tracy Reed, dal secondo un figlio, Max Reed. 
Dopo il suo secondo matrimonio, si ritirò dalle scene.
Morì a Londra, a causa di un tumore al cervello, il 22 gennaio 1982, all'età di 67 anni.

## Filmografia parziale
- Non mi sfuggirai (Escape Me Never), regia di Paul Czinner (1935)
- Moscow Nights, regia di Anthony Asquith (1935)
- La cittadella (The Citadel), regia di King Vidor (1938)
- Hell's Cargo, regia di Harold Huth (1939)
- Dangerous Comment, regia di John Paddy Carstairs (1940)
- The Case of the Frightened Lady, regia di George King (1940)
- Segnali nella nebbia (Convoy), regia di Pen Tennyson (1940)
- Il maggiore Barbara (Major Barbara), regia di Gabriel Pascal e, non accreditati, Harold French e David Lean (1941)
- Eroi del mare (In Which We Serve), regia di Noël Coward e David Lean (1942)
- Nuovo orizzonte (The Demi-Paradise), regia di Anthony Asquith (1943)
- La via della gloria (The Way Ahead), regia di Carol Reed (1944)
- English Without Tears, regia di Harold French (1944)